# Mykola Smaha
Mykola Smaha (souvent russifié en Nikolay Yakovlevich Smaga, né le 22 août 1938 dans l'oblast de Soumy et décédé le 28 mars 1981 à Kiev), fut un athlète soviétique qui pratiquait la marche, principalement sur 20 km.
Aux Jeux olympiques de 1968, il a remporté le bronze sur cette distance puis il a été sacré champion d'Europe trois ans plus tard.

## Palmarès

### Jeux olympiques d'été
- Jeux olympiques d'été de 1968 à Mexico ( Mexique) 
  -  Médaille de bronze sur 20 km
- Jeux olympiques d'été de 1972 à Munich ( Allemagne de l'Ouest)
  - 5e sur 20 km

### Championnats d'Europe d'athlétisme
- Championnats d'Europe d'athlétisme de 1966 à Budapest ( Hongrie)
  -  Médaille de bronze sur 20 km
- Championnats d'Europe d'athlétisme de 1969 à Athènes ( Grèce)
  -  Médaille de bronze sur 20 km
- Championnats d'Europe d'athlétisme de 1971 à Helsinki ( Finlande)
  -  Médaille d'or sur 20 km